# Зелени водорасли
Зелените водорасли са най-многобройната група водорасли, основната част от които влизат в отделите Chlorophyta и Charophyta. Срещат се в сладки и солени води. Могат да бъдат както едноклетъчни, така и многоклетъчни и колониални. За тях е присъщо както безполовото (вегетативно) размножаване, така и половото такова под формата на изогамия. Представители на зелените водорасли са хламидомонас, спирален жабуняк и волвокс. Зелените водорасли съдържат хлорофил, който ги прави зелени.